# Wacław Sodkiewicz
Wacław Sodkiewicz (ur. 12 września 1899 w Skarboszewie, zm. 10 marca 1971 w Poznaniu) – żołnierz armii niemieckiej i Wojska Polskiego II RP, uczestnik I wojny światowej, wojny polsko-bolszewickiej i kampanii wrześniowej, kawaler Orderu Virtuti Militari.

## Życiorys
Urodził się w rodzinie Kazimierza i Franciszki z d. Józefiak. Absolwent szkoły powszechnej. Zmobilizowany w 1917 do armii niemieckiej. Uległ zatruciu gazem bojowym, zwolniony w 1918, leczył się do końca 1919. Od 1 stycznia 1920 żołnierz w 61 pułku piechoty, z którym później brał udział w walkach wojny polsko-bolszewickiej. 
Szczególnie zasłużył się 29 maja 1920 podczas walk pod Pleszecznicą, gdzie „jako dowódca sekcji zniszczył obsługę nieprzyjacielskiego ckm. Natomiast 20 VIII t.r. w akcji pod Śniadowem zdobył działo”. Za tę postawę został odznaczony Orderem Virtuti Militari.
Zwolniony do rezerwy w czerwcu 1922. Pracował w rodzinnym gospodarstwie rolnym. Od 1930 jako woźny w Sądzie Grodzkim w Poznaniu.
Podczas wojny obronnej w składzie Armii „Poznań”. Brał udział w obronie Warszawy. Po kapitulacji Warszawy więzień obozu niemieckiego w Sachsenhausen. Po zakończeniu wojny wrócił do Poznania, gdzie ponownie pracował do 1950 w Sądzie Grodzkim. Zwolniony z pracy po odkryciu posiadania Orderu Virtuti Militari. Zmarł w Poznaniu i tam też został pochowany (cmentarz Sołacz).

## Życie prywatne
Żonaty z Heleną z d. Tamborska. Mieli dzieci: Zenona (ur. 1929) i Wandę (ur. 1931).

## Ordery i odznaczenia
- Krzyż Srebrny Orderu Wojskowego Virtuti Militari nr 312[1][2]